# 街道办事处
- 關於城市、集鎮的道路，請見「街道」。
- 關於湖南卫视综艺节目，請見「街道办事处 (综艺)」。

街道办事处，简称街道办、街办等，是中华人民共和国的市辖区和不设区的市人民政府所派出的机关，其辖区称为街道，行政区划上属乡级行政区（与乡和镇平级），街道办事处行政级别上通常为正乡科级。另根据民政部统计，截至2023年，中华人民共和国全境有8,994个街道。
特别情况下，直辖市、副省级城市的市辖区街道办事处，机构行政级别为正县处级。但直辖市、副省级城市市辖区的街道办事处在民政部行政区划登记中，也仍属于乡级行政区。

## 历史
由于当代中国大陆地区城市化的加快，有很多县份相继设置街道作为行政区划单位，渐渐朝“市建制”转变。如2009年9月，湖南省长沙县撤销星沙镇，设立星沙、湘龙、泉塘3个街道办事处；重庆丰都县设有名山街道办事处、山东高唐县设有鱼邱湖街道办事处、广东龙门县设有龙城街道办事处等。此外，很多地区伴随经济快速增长，城市化进程加快，最具典型的为北京近郊乡镇，这些地区仍旧保留原来的乡镇建制，乡镇政府加挂“地区办事处”牌子，乡镇以下的区划单位以社区为主。
从2000年代起，街道办事处面临着功能调整乃至存废之争。成立于2003年的北京市石景山区的鲁谷社区是较早进行改革的地区之一。2010年，安徽省铜陵市铜官山区撤销了区内所有街道办事处，改为区直管社区，此后铜陵市乃至安徽省逐步推广该区的做法，许多街道办事处逐步被撤销。2011年8月，铜陵市狮子山区的街道办事处被全部撤销。

## 机构设置
以广州市黄埔区人民政府夏港街道办事处为例，该街道办事处下辖党政综合办公室、党建工作办公室、纪检监察办公室、公共服务办公室、综合治理办公室、应急管理办公室、城市管理办公室、综合行政执法办公室八个内设机构，政务服务中心、社区卫生服务中心两个直属事业单位。

## 历年街道数量
| 年份   | 街道  |
| ------ | ----- |
| 1986年 | 5,718 |
| 1994年 | 5,372 |
| 1995年 | 5,596 |
| 1996年 | 5,565 |
| 1997年 | 5,678 |
| 1998年 | 5,732 |
| 1999年 | 5,904 |
| 2000年 | 5,902 |
| 2001年 | 5,972 |
| 2002年 | 5,516 |
| 2003年 | 5,751 |
| 2004年 | 5,904 |
| 2005年 | 6,152 |
| 2006年 | 6,355 |
| 2007年 | 6,434 |
| 2008年 | 6,524 |
| 2009年 | 6,686 |
| 2010年 | 6,923 |
| 2011年 | 7,194 |
| 2012年 | 7,282 |
| 2013年 | 7,566 |
| 2014年 | 7,696 |
| 2015年 | 7,957 |
| 2016年 | 8,105 |
| 2017年 | 8,243 |
| 2018年 | 8,393 |
| 2022年 | 8,984 |

## 特殊情形

### 辖区重叠
在城市化过程中，随着城市建成区的扩大，常常会将原城市建成区周边较大的乡镇拆分为若干个辖区较小的街道。通常情况下，行政部门会在远离原乡镇中心建成区和原乡镇政府所在地的区域建立新的街道，以管理新建的建成区，但建成区内原有的乡镇所辖的村落仍由乡镇管理。
新建的街道与其所属的乡镇在辖区上高度重叠。就区划而言，新建的街道常常是所在的乡镇的辖区的子集，但事实上，重叠的辖区内二者均对其中对方管辖的区域不做管理，形成事实上的“独立”。因此，在区划的意义下，街道是所在乡镇的“一部分”，但在实际管理上二者是互不隶属的行政区。例如，北京市延庆区百泉街道所辖的全部社区以及司家营村、民主村、南辛堡村、莲花池村、东杏园村和姜家台村六个村均由延庆镇和百泉街道共辖，但前者只管理六个村，后者只管理八个社区，二者管辖区相互交织，街村交错。
随着城市化的推进，“棚户区改造”使乡镇在与街道共辖区内管理的村落被城市建成区取代，双方可能依照其实际管辖区重新定义各自辖区，乡镇所管理的共辖区域可能被相应的街道吞并，或被移出相应街道的辖区。例如，北京市海淀区的上园村原是东升乡与北下关街道共辖，由东升乡大钟寺行政村管理的自然村，现上园社区已不属东升地区（东升镇）所辖；相反，西王庄和前后八家原是东升乡与学院路街道共辖（除后八家外均由街道所管），现西王庄主要部分（今八家社区南部突起区）及前后八家已不属学院路街道所辖，西王庄东部部分（今西王庄社区）已不属东升地区。比较极端的例子：卢沟桥街道辖区是宛平城地区（宛平城街道）辖区的子集；原宛平城地区辖区又是卢沟桥地区（卢沟桥乡）的子集，形成三重重叠叠格局。卢沟桥街道管理卢沟桥及宛平城东部的城区；宛平城地区（宛平城街道）管理卢沟桥及宛平城附近的城区，以及原老庄子乡的全境（如永合庄村）；卢沟桥地区（卢沟桥乡）管理卢沟桥及宛平城附近的墟区（如卢沟桥村），以及卢沟桥及宛平城东部的墟区。

### 县、自治县所设街道办事处
《中华人民共和国地方各级人民代表大会和地方各级人民政府组织法》第八十五条仅授权市辖区、不设区的市的人民政府，经上一级人民政府批准，可以设立若干街道办事处，作为它的派出机关。但实务中，部分县、自治县人民政府也设置了街道办事处。对此，河南省高级人民法院在（2019）豫行终2692号判决书中认为，“根据《组织法》第六十八条的规定，市辖区、不设区的市有权报经上一级政府批准设立街道办事处作为派出机关，而西华县政府不符合上述条件，其设立的街道办事处从法律上只能认定为西华县政府的派出机构，该街道办事处所做出的行为后果则应由西华县政府承担。本案中，虽然河南省人民政府、省民政厅有关文件同意西华县政府设立街道办事处，但由于上述文件与《组织法》的规定相冲突，故即使县政府设立了街道办事处，也不能产生《组织法》上的法律后果，仍应作为事实上的派出机构对待。”